# Trevor Sargent
Trevor Sargent (ur. 26 lipca 1960 w Ashbourne) – irlandzki polityk, nauczyciel i działacz ekologiczny, poseł do Dáil Éireann w latach 1992–2011, od 2001 do 2007 lider Partii Zielonych.

## Życiorys
Po ukończeniu edukacji na początku lat 80. podjął pracę w zawodzie nauczyciela w Dunmanway. Pełnił funkcję dyrektora w St George's National School w Balbrigganie. W 1982 wstąpił do Partii Zielonych. W drugiej połowie lat 80. kilkakrotnie kandydował bez powodzenia w różnych wyborach. W 1991 został wybrany w skład rady hrabstwa Dublin. Członek m.in. Amnesty International, dublińskiej spółdzielni spożywców, a także działacz organizacji związanych z rolnictwem ekologicznym.
W wyborach w 1992 uzyskał mandat posła do Dáil Éireann w okręgu Dublin North. W 1997, 2002 i 2007 z powodzeniem ubiegał się o reelekcję. W 2001 został pierwszym po ustanowieniu tej funkcji liderem Partii Zielonych (w 2007 zastąpił go na tym stanowisku John Gormley). W latach 2007–2010 pełnił funkcję ministra stanu (niewchodzącego w skład gabinetu) do spraw żywności i ogrodnictwa. W wyborach w 2011 nie został wybrany na kolejną kadencję parlamentu.
W 2017 został duchownym Kościoła Irlandii.